# Afrovivella
Afrovivella — монотипный род суккулентных растений семейства Толстянковые, родом из Эфиопии. Имеет один вид: Afrovivella semiensis. 

## Описание
Растение имеет ярко-зеленые листья, обрамленные заметными волосками.

## Таксономия
Afrovivella A.Berger, H.G.A.Engler, Nat. Pflanzenfam. ed. 2. 18a: 466 (1930).

## Виды
По данным сайта POWO на 2022 год, род включает один подтвержденный вид:
- Afrovivella semiensis (J.Gay ex A.Rich.) A.Berger

#### Синонимы[2]
Гомотипные (основанные на одном и том же номенклатурном типе):
- Cotyledon semiensis (J.Gay ex A.Rich.) Britten (1871)
- Rosularia semiensis (J.Gay ex A.Rich.) H.Ohba (1978)
- Umbilicus semiensis J.Gay ex A.Rich. (1848)

Гетеротипные (основанные на разных номенклатурных типах):
- Sempervivum simense Hochst. ex Britten (1871), not validly publ.